# Ogives
Le Ogives sono quattro pezzi per pianoforte composti da Erik Satie fra l'aprile 1886 e il 1889, furono pubblicati a Parigi nel 1889 e furono le prime composizioni di Satie a non essere stampate dalla casa editrice di musica di suo padre, ma dall'Imprimerie Dupré.

## Struttura e analisi
1. Première ogive - Très lent
2. Deuxième Ogive, Très lent
3. Troisième Ogive, Très lent
4. Quatrième Ogive, Très lent

Satie nel 1886, a vent'anni, stava affermando la propria personalità; deluso dal conservatorio frequentò ambienti letterari e diversi poeti tra cui Mallarmé, Verlaine e Patrice Contamine de Latour. In quegli anni era fortemente attratto dalla cultura neogotica tanto da esaminare diversi manoscritti del Medioevo alla Bibliothèque nationale. Era solito trascorrere molto tempo nella chiesa di Notre Dame e in seguito disse di essersi ispirato proprio alla forma delle finestre della Cattedrale quando compose le Ogives.
Le melodie calme e lente di questi pezzi si sviluppano in frasi accoppiate che rievocano il canto piano; il musicista ha costruito la partitura in modo speculare, contrapponendo due frasi musicali come per rappresentare i disegni simmetrici delle vetrate gotiche. La suggestione dell'ambiente gli suggerì anche di evocare il riverbero di un grande organo a canne nella profondità di una cattedrale e ottenne questa sonorità utilizzando armonie complete, raddoppio di ottave e dinamiche nettamente contrastanti. Le composizioni sono una rilettura molto personale dell'atmosfera medioevale realizzata tramite il ricordo del canto gregoriano con un'armonizzazione a triadi.
Satie ha scritto questi brani senza utilizzare suddivisioni di linee di battuta, pratica che utilizzerà in seguito più volte.

## Interpretazioni moderne
Un arrangiamento della Ogive n.2 (erroneamente intitolato "Ogive n.1") è stato utilizzato da William Orbit nell'album Pieces in a Modern Style del 1999 e successivamente usato nel film Human Traffic.